# Halina Pędziwiatr-Karbowska
Halina Pędziwiatr-Karbowska (ur. 12 listopada 1947 w Kulach w gm. Kiełczygłów) – założycielka Zespołu Piosenki i Ruchu „Pędziwiatry”, laureatka Nagrody Miasta Łodzi, Orderu Uśmiechu, odznaczona brązowym medalem „Zasłużony Kulturze Gloria Artis”.

## Życiorys
Pędziwiatr-Karbowska uczęszczała do szkoły podstawowej w Kiełczygłowie. Po wyjechaniu z gminy w 1967, założyła zespół wokalny przy szkole podstawowej w Tuszynie, następnie prowadziła chóry w szkołach podstawowych w Łodzi. W 1975 założyła i prowadziła do 1982 zespół harcerski „Krajki”. Zasłynęła z założenia w grudniu 1984 i prowadzenia przy Szkole Podstawowej nr 34 w Łodzi zespołu artystycznego „Pędziwiatry”, powstałego z inicjatywy szkoły podstawowej oraz Robotniczej Spółdzielni Mieszkaniowej „Bawełna”. Zespół koncertował w Belgii, Szwajcarii, Danii, Białorusi, Hiszpanii, Chorwacji, Holandii, Finlandii, Francji, Niemczech, Włoszech, Słowacji i Grecji oraz w Stanach Zjednoczonych. Zespół współpracuje z Filharmonią Łódzką, na której scenie prezentują się artyści „Pędziwiatrów”.

## Wyróżnienia

### Zespołowe
- Złote (3-krotnie) i Srebrne Jodły zdobyte na Ogólnopolskich Festiwalach Kultury Młodzieży szkolnej w Kielcach,
- Złote (2-krotnie), Srebrne, Brązowe Aplauzy zdobyte na Międzynarodowych Festiwalach Piosenki i Tańca w Koninie,
- Główna Nagroda w Telewizyjnym Plebiscycie „Tęczowego Music Boxu” na najbardziej lubiany przez młodych telewidzów zespół (2-krotnie)[1][2],
- II nagroda w Mistrzostwach Polski w hip-hop o „Puchar Lodzi”.
- II nagroda w Międzynarodowym Festiwalu Tańca nowoczesnego w Białymstoku,
- oraz nagrody zdobyte na Międzynarodowych festiwalach piosenki w Bielsku-Białej, Siedlcach, Łodzi, Kijowie i Radenczi[2].

### Indywidualne
- Honorowa Odznaka Miasta Łodzi[3],
- Nagroda Miasta Łodzi (2001)[4],
- Honorowy Medal „Serce Dziecku”,
- Order Uśmiechu[2],
- Brązowy Medal „Zasłużony Kulturze Gloria Artis” (2011)[5].